# Letheobia
Letheobia is een geslacht van slangen uit de familie wormslangen (Typhlopidae).

## Naam en indeling
De wetenschappelijke naam van de groep werd voor het eerst voorgesteld door Edward Drinker Cope in 1868. Er zijn 36 soorten, inclusief de pas in 2018 beschreven soorten Letheobia weidholzi en Letheobia akagerae. De slangen werden eerder aan andere geslachten toegekend, zoals Onychocephalus, Typhlops, Rhinotyphlops en Afrotyphlops.

## Verspreiding en habitat
De slangen komen voor in delen van Afrika en het Midden-Oosten tot zuidoostelijk Europa en leven in de landen Gabon, Ghana, Congo-Kinshasa, Congo-Brazzaville, Kameroen, Togo, Ivoorkust, Guinee, Rwanda, Centraal-Afrikaanse Republiek, Soedan, Turkije, Eritrea, Sao Tomé, Principe, Zambia, Tanzania, Somalië, Liberia, Ethiopië, Burundi, Oeganda, Zanzibar, Kenia, Gabon, Angola, Israël, Syrië, Jordanië, Nigeria en Tsjaad.
De habitat bestaat uit vochtige tropische en subtropische bossen, zowel in laaglanden als in bergstreken, droge en vochtige savannen en droge tropische en subtropische bossen. Ook in door de mens aangepaste streken zoals akkers en plantages kunnen de dieren worden aangetroffen.

## Beschermingsstatus
Door de internationale natuurbeschermingsorganisatie IUCN is aan 27 soorten een beschermingsstatus toegewezen. Achttien soorten worden beschouwd als 'veilig' (Least Concern of LC) en acht soorten als 'onzeker' (Data Deficient of DD). De soort Letheobia uluguruensis ten slotte staat te boek als 'bedreigd' (Endangered of EN).

## Soorten
Het geslacht omvat de volgende soorten, met de auteur en het verspreidingsgebied.
| Naam                     | Auteur                                               | Verspreidingsgebied                                          |
| ------------------------ | ---------------------------------------------------- | ------------------------------------------------------------ |
| Letheobia acutirostrata  | Andersson, 1916                                      | Congo-Kinshasa                                               |
| Letheobia akagerae       | Dehling, Hinkel, Ensikat, Babilon & E. Fischer, 2018 | Rwanda                                                       |
| Letheobia angeli         | Guibé, 1952                                          | Guinee                                                       |
| Letheobia caeca          | Duméril, 1856                                        | Gabon, Ghana, Congo-Kinshasa, Congo-Brazzaville, Kameroen    |
| Letheobia coecatus       | A.H.A. Duméril, 1856                                 | Ghana, Ivoorkust, Guinee                                     |
| Letheobia crossii        | Boulenger, 1893                                      | Nigeria, Togo                                                |
| Letheobia debilis        | Joger, 1990                                          | Centraal-Afrikaanse Republiek, Soedan                        |
| Letheobia decorosus      | Buchholz & W. Peters, 1875                           | Kameroen, Centraal-Afrikaanse Republiek                      |
| Letheobia episcopus      | Franzen & Wallach, 2002                              | Turkije                                                      |
| Letheobia erythraea      | Scortecci, 1928                                      | Eritrea                                                      |
| Letheobia feae           | Boulenger, 1906                                      | Sao Tomé, mogelijk op Principe                               |
| Letheobia gracilis       | Sternfeld, 1910                                      | Zambia, Tanzania, Congo-Kinshasa                             |
| Letheobia graueri        | Sternfeld, 1912                                      | Congo-Kinshasa, Rwanda, Burundi, Tanzania, Oeganda           |
| Letheobia jubana         | Broadley & Wallach, 2007                             | Somalië                                                      |
| Letheobia kibarae        | Witte, 1953                                          | Congo-Kinshasa                                               |
| Letheobia largeni        | Broadley & Wallach, 2007                             | Ethiopië                                                     |
| Letheobia leucosticta    | Boulenger, 1898                                      | Liberia, Guinee                                              |
| Letheobia lumbriciformis | Peters, 1874                                         | Kenia, Tanzania, Zanzibar                                    |
| Letheobia manni          | Loveridge, 1941                                      | Liberia, Guinee                                              |
| Letheobia mbeerensis     | Malonza, Bauer & Ngwava, 2016                        | Kenia                                                        |
| Letheobia newtoni        | Bocage, 1890                                         | Sao Tomé, mogelijk op Principe                               |
| Letheobia pallida        | Cope, 1868                                           | Zanzibar, Tanzania, Kenia, Soedan, Ethiopië, Oeganda         |
| Letheobia pauwelsi       | Wallach, 2005                                        | Gabon                                                        |
| Letheobia pembana        | Broadley & Wallach, 2007                             | Tanzania                                                     |
| Letheobia praeocularis   | Stejneger, 1894                                      | Kameroen, Angola, Nigeria, Congo-Kinshasa, Congo-Brazzaville |
| Letheobia rufescens      | Chabanaud, 1916                                      | Centraal-Afrikaanse Republiek, Congo-Kinshasa                |
| Letheobia simoni         | Boettger, 1879                                       | Israël, Syrië, Jordanië                                      |
| Letheobia somalica       | Boulenger, 1895                                      | Ethiopië                                                     |
| Letheobia stejnegeri     | Loveridge, 1931                                      | Congo-Kinshasa, Congo-Brazzaville                            |
| Letheobia sudanensis     | Schmidt, 1923                                        | Congo-Kinshasa, Soedan                                       |
| Letheobia swahilica      | Broadley & Wallach, 2007                             | Kenia, Tanzania                                              |
| Letheobia toritensis     | Broadley & Wallach, 2007                             | Soedan                                                       |
| Letheobia uluguruensis   | Barbour & Loveridge, 1928                            | Tanzania                                                     |
| Letheobia weidholzi      | Wallach & Gemel, 2018                                | Kameroen, Nigeria, Tsjaad                                    |
| Letheobia wittei         | Roux-Estève, 1974                                    | Congo-Kinshasa, mogelijk in Congo-Brazzaville                |
| Letheobia zenkeri        | Sternfeld, 1908                                      | Kameroen                                                     |